# 486 av. J.-C.
Cette page concerne l'année 486 av. J.-C. du calendrier julien proleptique.

## Événements

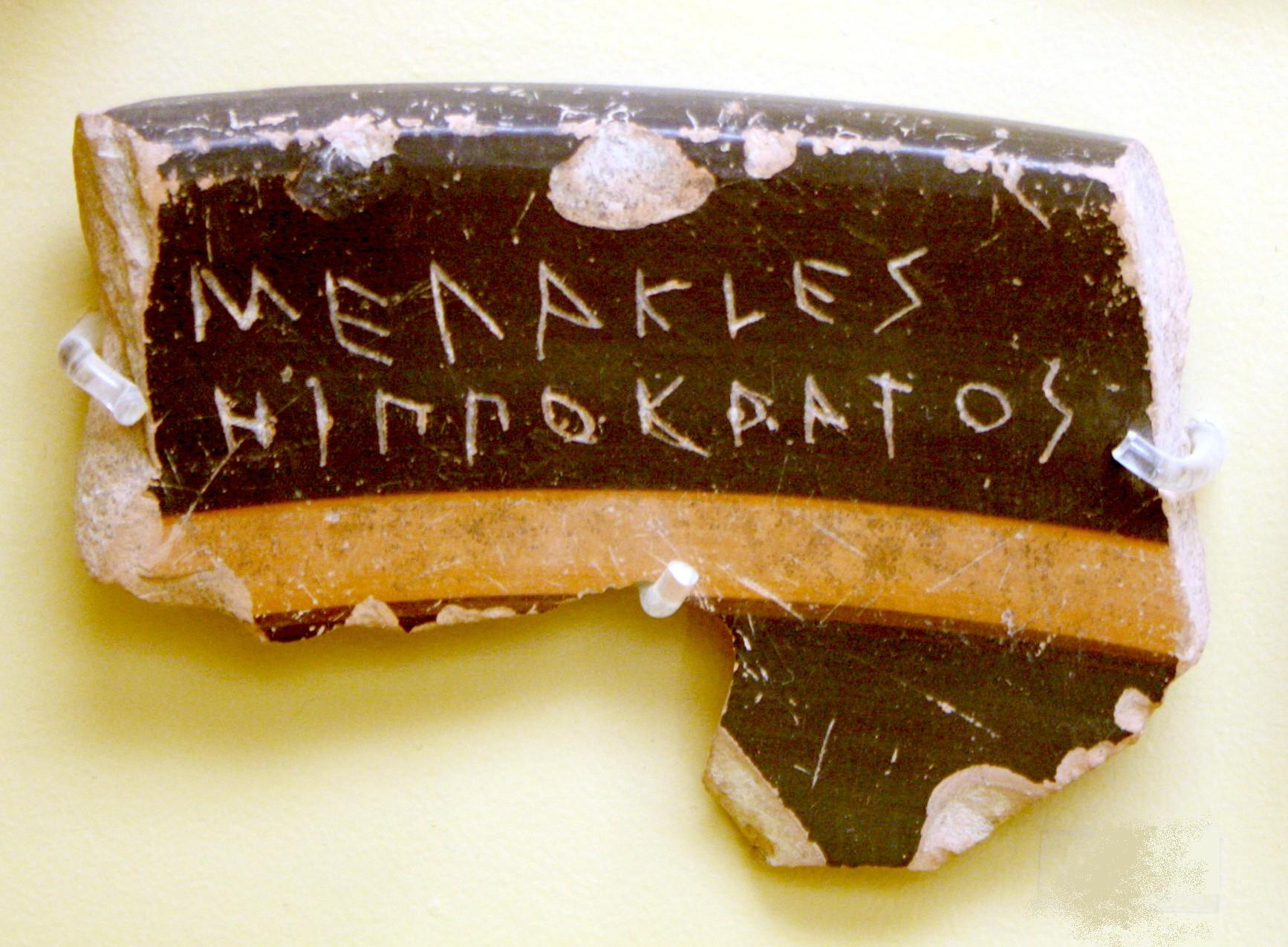
Ostracon portant le nom de Mégaclès.

- À Athènes, dans les premiers mois de l’année, ostracisme de l’Alcméonide Mégaclès[1], frère de la mère de Périclès, Agaristé.
- Juin : révolte en Égypte contre les Perses[2].
- 3 août : à Rome, début du consulat de Spurius Cassius Vecellinus (pour la troisième fois) et Proculus Verginius Tricostus Rutilus[3].
  - Alliance de Rome et de la Ligue latine avec les Herniques[3], peuple établi sur les arrières des Eques et des Volsques dans l’Apennin, entre le Liris et Trerus (Sacco). Ferentinum et Verulae sont les deux principales villes herniques.
  - Première loi agraire à Rome, selon la tradition : le consul Spurius Cassius propose une loi qui précise la distribution aux pauvres d’une partie du domaine public. La loi est repoussée et son auteur, accusé d'aspirer à la tyrannie, condamné à mort[3].
- Novembre (date probable) : mort de Darius Ier. Début du règne de Xerxès Ier, roi de Perse (fin en 465 av. J.-C.)[4],[2]. Xerxès a été désigné comme successeur du vivant de son père Darius. Il présente un profil assez différent des autres rois achéménides, peut-être en raison de ses attaches zoroastriennes. Une révolte éclate à Babylone au début de son règne[2].

- Construction de canaux entre les grands fleuves de Chine. Le prince de Wu ordonne la construction d’un canal de 150 km reliant les fleuves Huai et Yangzi à des fins militaires[5]. Cet ouvrage, prolongé jusqu’aux rivières du sud du Shandong en 482 av. J.-C., est encore en usage.

## Décès en −486
- Darius Ier, roi de Perse.